# Herman de Vries
Cet article concerne l'artiste néerlandais. Pour le psychologue et psychothérapeute comportementaliste néerlandais, voir Herman de Vries (homonymie).
Pour les articles homonymes, voir de Vries.

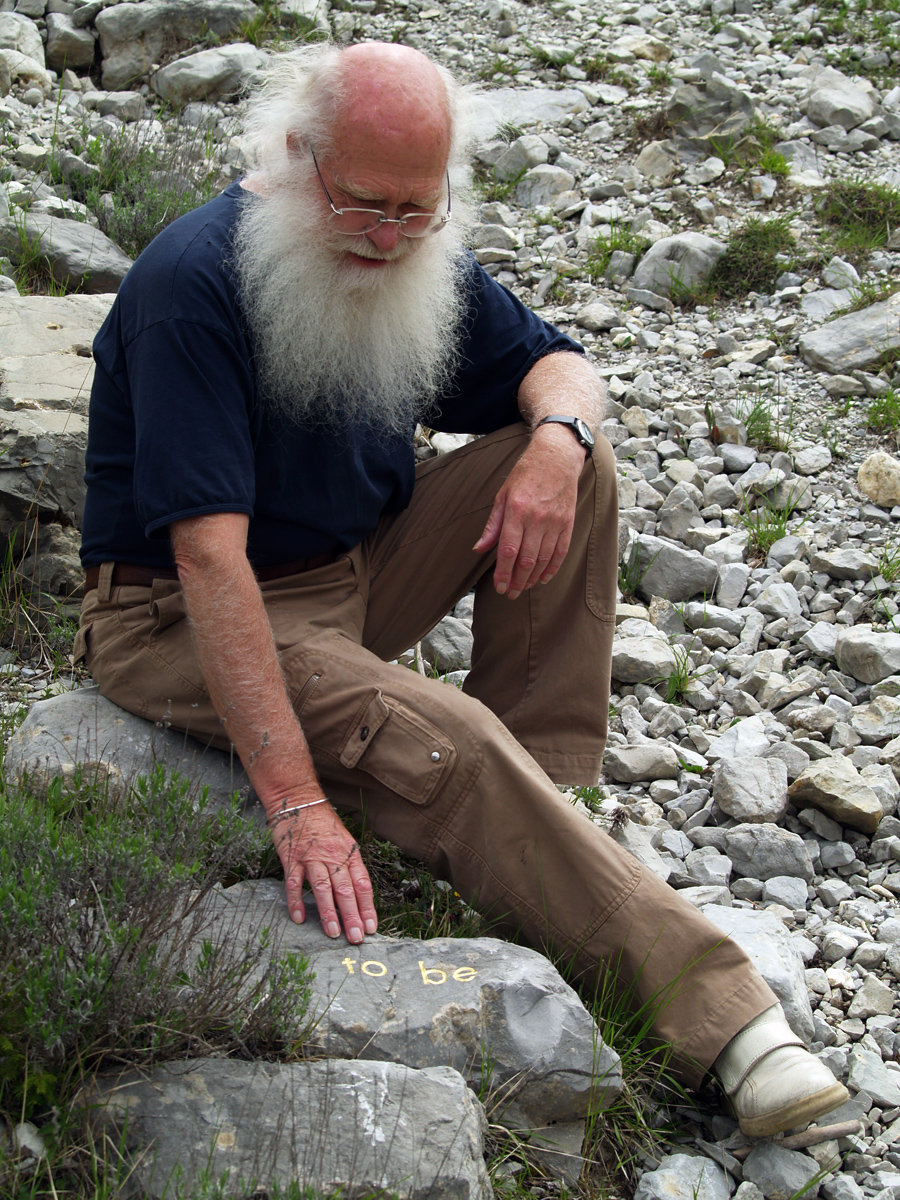
herman de vries à Faillefeu, France.

Herman de Vries (ou herman de vries, selon la casse qu'il a adoptée) est un artiste néerlandais.

## Biographie
Herman de Vries est né en 1931 à Alkmaar, aux Pays-Bas, vit et travaille à Eschenau, en Allemagne.
En 1959, il fonde avec Jan Schoonhoven, Armando, Jan Henderikse, Henk Peeters et Kees van Bohemen (nl) le Groupe NUL (Gruppe NUL = 0), qui entre en contact dès 1960 avec le Groupe ZERO fondé à Düsseldorf en 1957, avec lequel il partage une même tendance minimaliste, puis avec les autres artistes fers de lance de l'avant garde européenne, comme les théoriciens Piero Manzoni en 1958 et Yves Klein, qui utilisent également le monochrome, notamment à l'occasion de l'exposition internationale de ces mouvements au Stedelijk Museum d'Amsterdam en 1962. Néanmoins, la mort similaire par crise cardiaque foudroyante de Klein, leader du Nouveau Réalisme, en 1962, et huit mois plus tard de Manzoni, précurseur de l'Arte Povera, entravera cette collaboration européenne ; tandis que le Groupe Nul sera dissous après une dernière grande exposition au Stedelijk Museum en 1965, où le groupe japonais Gutai, pionnier de la performance, est également représenté. En 2015, le Stedelijk Museum a organisé une rétrospective intitulée ZERO Let Us Explore the Stars pour célébrer les 50 ans de cette exposition historique.
Herman de Vries a banni la majuscule de son vocabulaire : « j’écris en minuscules depuis 1956 environ. la raison est que je suis opposé à toute forme de pensée hiérarchique  [sic] ».

## Style artistique
Le travail d'Herman de Vries a toujours été étroitement lié à la contemplation de la nature. Abandonnant progressivement son métier de naturaliste pour se consacrer à l’art, Herman de Vries s'applique à démontrer dans son travail l'universalité du paysage et la réalité primaire de la nature. Le regard qu’il porte sur le monde est fortement influencé par la philosophie orientale (notamment bouddhiste et hindouiste), la poésie et le Tractatus logico-philosophicus de Wittgenstein. « Pour herman de vries [sic], la nature se suffit à elle-même et n’a pas besoin d’être embellie par l’art […] : la « nature est art », dit-il, car elle est création perpétuelle. Certes, l’artiste ne doit pas non plus prendre la nature pour une scène où disposer ses productions : « je déteste l’art dans la nature », dit encore herman de vries [sic], dont les interventions n’ont, en dépit des apparences, rien de commun avec le Land Art[...]. « Nous nous sommes tellement éloignés de la nature, nous l’avons tellement modifiée, manipulée, détruite, nous avons si bien oublié qu’elle est l’art par excellence, que seul un artifice de plus, celui de l’art humain, peut nous aider à la retrouver. Parce que nous avons perdu toute relation d’immédiateté avec la nature, nous avons besoin de la médiation supplémentaire de l’art pour restaurer l’unité que nous formions avec elle » »[réf. incomplète]. Ref 1 : Anne Moeglin-Delcroix, Extrait de la Proximité dans la distance, L'art et la nature chez herman de vries, herman de vries, Fage éditions et musée Gassendi, 2009

## Expositions et installations
- Depuis 1999 : projet traces sur le territoire de la Réserve Géologique de Haute-Provence
- 2001 : sanctuaire de la nature de roche-rousse, territoire Dignois, France
- 2001 : les choses mêmes, Galerie du CAIRN, Digne-les-Bains.
- 2009 : ambulo ergo sum, Galerie du CAIRN, Digne-les-Bains.

## Livres
- wit - white, Brest : Zédélé éditions , collection Reprint, 2012. Première édition : Bern : Artist Press, 1980.

## Réalisations en image

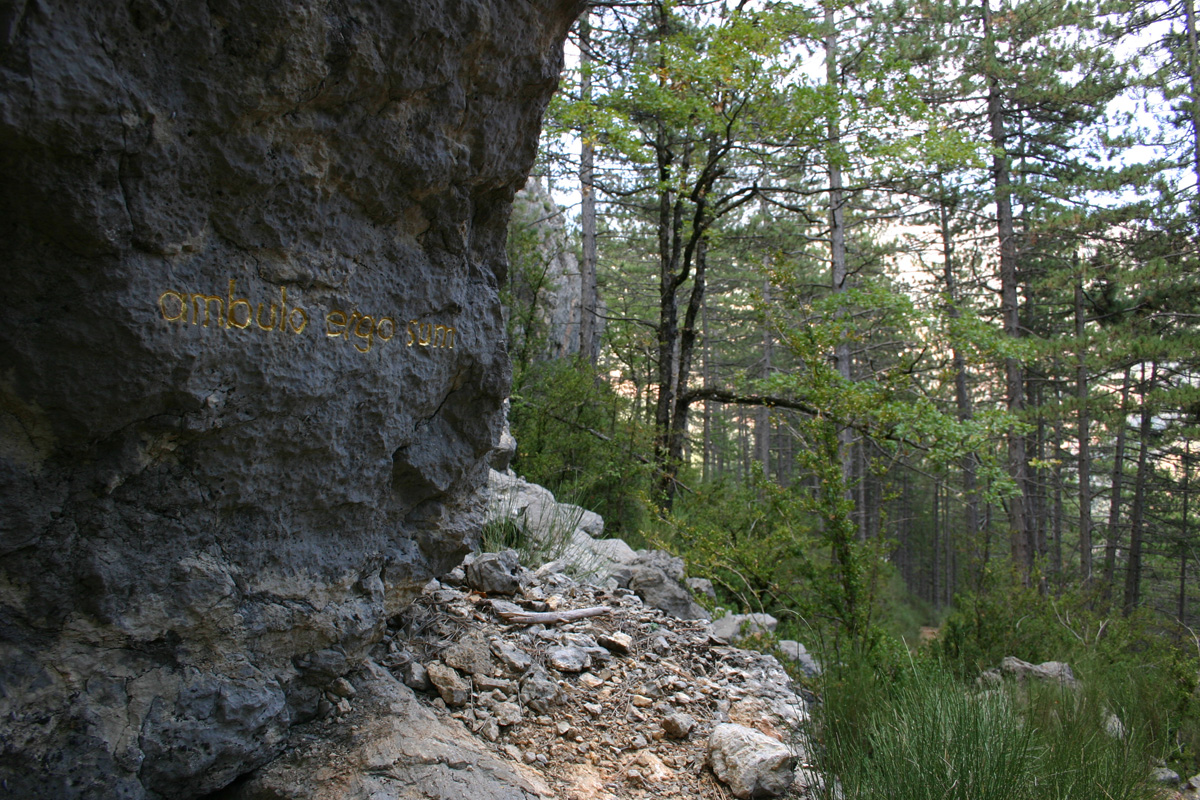
ambulo ergo sum, Roche-Rousse, territoire dignois, collection Musée Gassendi, France
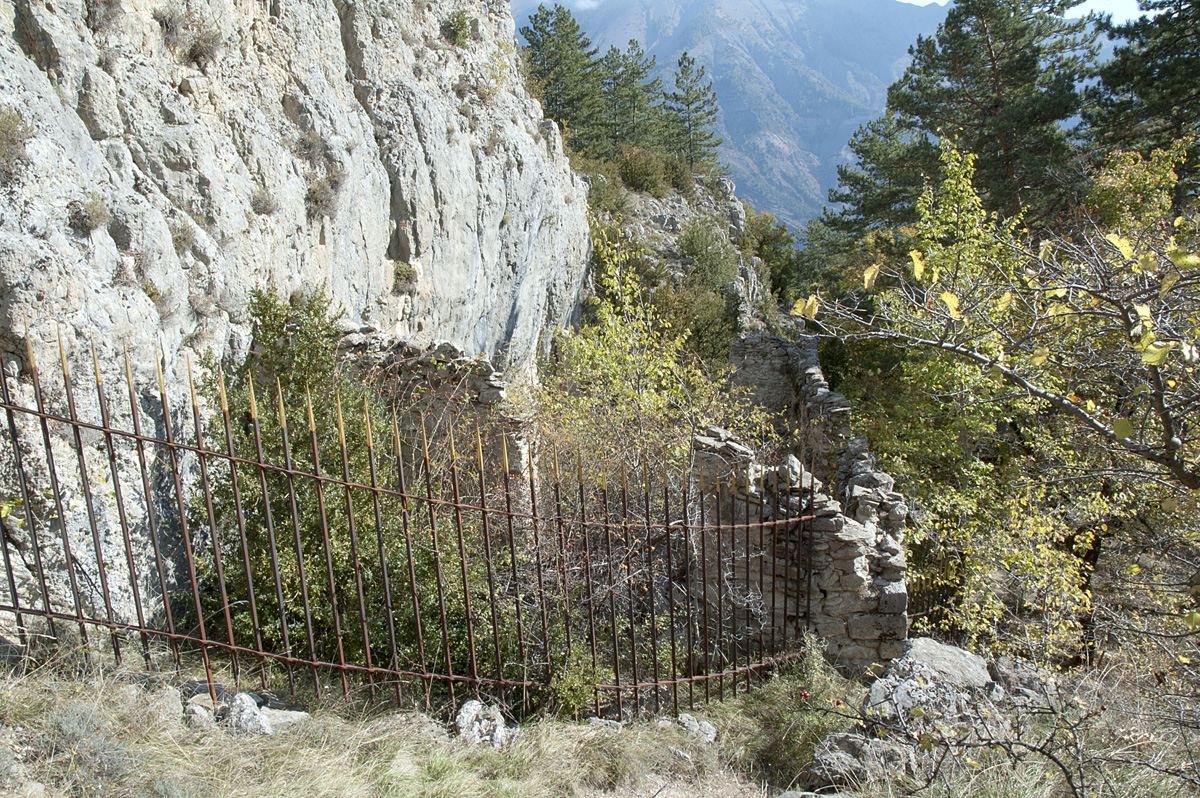
sanctuaire de la nature de roche-rousse, 2001, territoire dignois, collection Musée Gassendi, France.